# カレー探偵やみちゃん
カレー探偵やみちゃん（かれーたんてい やみちゃん、1971年 - ）は日本のブロガー。カレー研究家。
本名非公開。

## 経歴
2009年以前の経歴は非公表であるが以後、ブログ「やみちゃんの世界食べ歩き」を中心に執筆活動を開始する。SNSを中心に、国内の現地系カレー愛好者を集めて、「ロティサークル（インド亜大陸料理愛好会）」を結成、富山県を中心に、カレーイベントや食事会を開催する。自ら在住する富山県北部沿岸地域を「イミズスタン」と命名。
2022年、初の著書「おいしいイミズスタン」を上梓。2023年3月、富山県射水市の国際交流イベント「 おいでよイミズスタン〜カレーフェス2023」に企画協力し、また、同イベントにおいて、射水市とのコラボとして、新湊漁港で水揚げされたシラエビを、インド・パキスタンの揚げ物に調理した「白エビパコラ」を監修。